# Estación de Ermida
La Estación Ferroviaria de Ermida, más conocida como Estación de Ermida, es una infraestructura de la Línea del Duero, que sirve a parroquias de Santa Marina del Zêzere, en el Ayuntamiento de Baião, en Portugal.

## Características

### Localización y accesos
Se encuentra en Ermida, en las parroquias de Santa Marina del Zêzere

### Descripción física
En enero de 2011, presentaba 2 vías de circulación, ambas con 376 metros de longitud; las dos plataformas tenían 220 y 150 metros de longitud, y una altura de 40 centímetros. En octubre de 2003, la Red Ferroviaria Nacional disponía de un servicio de información al público en esta plataforma.

### Servicios
En mayo de 2011, paraban en esta estación, convoyes Regionales e Interregionales de la operadora Comboios de Portugal.